# Marhinde Verkerková
Marhinde Verkerková (* 21. listopadu 1985 Rotterdam) je nizozemská zápasnice – judistka.

## Sportovní kariéra
S judem začínala v 8 letech v rodném Rotterdamu. Od roku 2005 se připravovala v tréninkové skupině Chrise de Korteho. V témže roce se prosazovala v ženské nizozemské reprezentaci v polotěžké váze do 78 kg vedle Claudie Zwiersové. V roce 2008 se oběma judistickám nepodařilo v polotěžké váze vybojovat olympijskou kvalifikační kvótu pro účast na olympijských hrách v Pekingu.
V roce 2009 získala před domácím publikem nečekaný titul mistryně světa. V roce 2012 se kvalifikovala na olympijské hry v Londýně. Potom co nezvládla závěrečné sekundy čtvrtfinále s domácí Britkou Gemmou Gibbonsovou spadla do oprav, ze kterých postoupila do boje o třetí místo proti Brazilce Mayre Aguiarové. Po minutě boje nezachytila Aguiarové výpad ko-soto-gake a prohrála před časovým limitem na ippon. Obsadila 5. místo.
V roce 2014 si během přípravy na mistrovství světa v Čeljabinsku poranila levé koleno a podstoupila plastiku vazu. V roce 2016 se kvalifikovala na olympijské hry v Riu, ale takticky nezvládla zápas úvodního kola s Kubánkou Yalennis Castillovou. V nejdelším zápase turnaje prohrála po udělené penalizaci v končící sedmé minutě nastavení. Od roku 2017 se připravuje v olympijském tréninkovém centrum "Papendal" nedaleko Arnhemu pod vedením Michaela Bazynského. Od roku 2016 jí v přípravě trápí vléklá zranění ramen.

### Vítězství na mezinárodních turnajích
- 2011 – 1x světový pohár (Řím)
- 2013 – 1x světový pohár (Kano Cup)
- 2014 – 1x světový pohár (Budapešť)
- 2015 – 1x světový pohár (Abú Zabí)
- 2016 – 1x světový pohár (Tbilisi)
- 2017 – 1x světový pohár (Minsk), turnaj mitrů (Petrohrad)

## Výsledky
| Olympijské hry     |    | —  |    |    |     | — |     |     |     | 5. |    |    |    | úč. |    |    |  |  |  |  |  |  |  |  |  |
| Mistrovství světa  | —  |    | —  |    | úč. |   | 1.  | úč. | 5.  |    | 2. | —  | 3. |     | 5. | 3. |  |  |  |  |  |  |  |  |  |
| Evropské hry       |    |    |    |    |     |   |     |     |     |    |    |    | 1. |     |    |    |  |  |  |  |  |  |  |  |  |
| Mistrovství Evropy | —  | —  | —  | —  | —   | — | úč. | 2.  | úč. | 5. | 3. | 2. | 1. | 7.  | —  | —  |  |  |  |  |  |  |  |  |  |
| ME do 23 let       | —  | —  | 3. | 1. | —   |   |     |     |     |    |    |    |    |     |    |    |  |  |  |  |  |  |  |  |  |
| MS juniorů         |    | 7. |    |    |     |   |     |     |     |    |    |    |    |     |    |    |  |  |  |  |  |  |  |  |  |
| ME juniorů         | 7. | 3. |    |    |     |   |     |     |     |    |    |    |    |     |    |    |  |  |  |  |  |  |  |  |  |